# Carlo Donelli
Carlo Donelli (más conocido por su apodo de Il Vimercati, Milán 21 de septiembre de 1661 - Milán, 20 de octubre de 1715) fue un pintor italiano del barroco tardío activo principalmente en su ciudad natal de Milán.

## Biografía

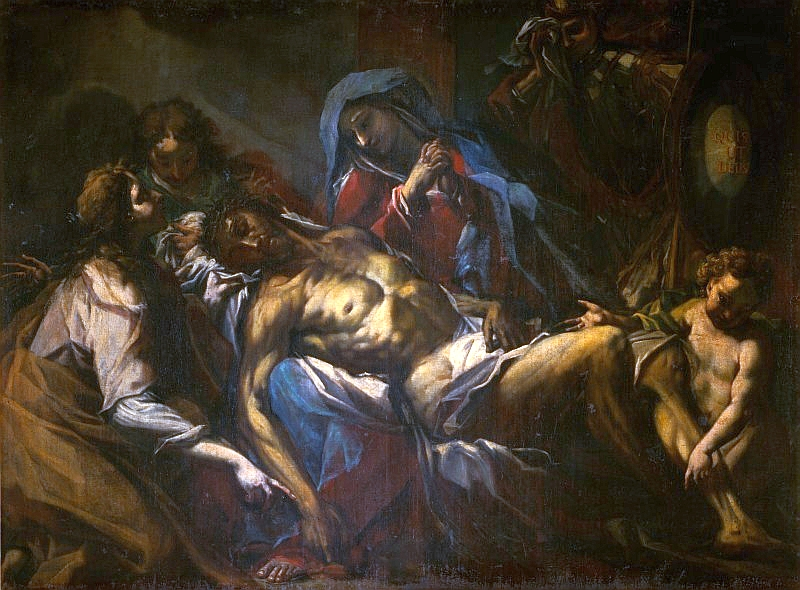
Lamentación sobre Cristo muerto. (Fundación Cariplo)

Recibió su primera formación en el taller de Ercole Procaccini el Joven. Sin embargo, fue la obra de Daniele Crespi la que mayormente le influyó a la hora de desarrollar un estilo propio. A Crespi tuvo la oportunidad de estudiarlo detalladamente en las decoraciones de la Cartuja de Garegnano, a las que tuvo amplio acceso.
Donelli es importante por la reinterpretación que hizo de los maestros lombardos de principios del seicento, influido por los tenebristas vénetos y sobre todo, por la obra del padre Andrea Pozzo, que tuvo una incidencia notable en los ambientes artísticos milaneses.
Fue pintor cortesano de la familia Borromeo para los cuales decoró diversos palacios como los de Isola Bella en el Lago Maggiore o el Palazzo Arese Borromeo.
Donelli es un artista olvidado para la historia, aunque gozó de notable prestigio en vida, sobre todo en la región milanesa, donde desarrolló toda su carrera. A pesar de no haber viajado a los grandes centros artísticos de la época, como muchos de sus coetáneos (Legnanino, por ejemplo), consiguió que su arte no quedara obsoleto e incluso influyera en algunos aspectos a artistas de la generación inmediatamente posterior. Por desgracia, una gran parte del corpus de su obra se ha perdido y sólo han llegado contadas piezas de su mano a nuestros días. Entre sus alumnos figura Francesco Ferdinandi llamado l'Imperiale, maestro a su vez del más célebre Pompeo Batoni.
Donelli murió en Milán el 20 de octubre de 1715 y fue enterrado en el oratorio de San Bernardino cerca de San Stefano, después de haber sido cófrade de dicha hermandad, en la parroquia de San Vincenzo en Prato.

## Obras destacadas
- El devoto de la Eucaristía es liberado de la cárcel, (antes de 1700, Arciconfraternità del Santísimo Sacramento, Milán) Primera obra documentada, destruida en la actualidad.
- San Sebastián ante el procónsul romano (Capilla de San Sebastián en la Basílica de San Ambrosio, Milán)
- Visitación (Museo Diocesano, Lodi)
- Virgen con San Ludovico, San Bernardino y otros dos santos (Santuario de la Madonna delle Grazie, Codogno)
- Sagrada Familia con el Padre Eterno (1714, Santuario dell'Addolorata di Rho)